# Panthère Sportive de Ndé Football Club
O Panthère Sportive de Ndé Football Club é um clube de futebol com sede em Bangangte, Camarões. A equipe compete no Campeonato Camaronês de Futebol.

## História
O clube foi fundado em 1952.